# Helmut Duckadam
Helmut Duckadam (Szemlak, 1959. április 1. –  Bukarest, 2024. december 2.) válogatott román labdarúgó, kapus. A „sevillai hős” becenevet kapta, miután az 1985–86-os BEK-döntőben a büntetőpárbaj során mind a négy lövést kivédte, csapata pedig elhódította a legrangosabb klubtrófeát. 14 éves pályafutása alatt három csapat mezét viselte.

## Pályafutása
Karrierjét szülőfalujában kezdte a regionális ligában szereplő Constructorul Arad csapatában, innen került 1978-ban az UTA Arad csapatához. 1982-ben kétszer is pályára lépett a román válogatottban, majd még ebben az évben átvezényelték a román katonacsapathoz, a Steauához.
Duckadam a Steauával egymást követő két szezonban is bajnoki címet ünnepelhetett, azonban legnagyobb sikere az 1986-os BEK-győzelem volt. Május 7-én a FC Barcelona elleni döntő büntetőpárbajában a katalánok lövőinek összes lövését hárította, hiába próbálkoztak olyan klasszisok, mint José Ramón Alexanko, Ángel Pedraza, Pichi Alonso és Marcos. Ezt a bravúrt sem előtte, sem pedig azóta nem tudta végrehajtani senki hivatalos európai kupamérkőzésen. A Steaua 2-0-ra nyerte meg a szétlövést, Duckadam pedig a „sevillai hős” becenevet kapta tettéért. Ugyanebben a szezonban a hazai kupadöntőben ő értékesítette az egyik büntetőt a szintén tizenegyes párbaj során eldöntött mérkőzésen, csapata pedig ezt a trófeát is elhódította.
Még az év nyarán ritka véralvadási rendellenesség jelentkezett nála, jobb karjában trombózis keletkezett, állapota pedig rohamosan romlott. Csak néhány hét elteltével, de még időben műtötték meg, így elkerülte az amputációt. Karrierjét szüneteltetni kellett, három év múlva ugyan visszatért a másodosztályba a Vagonul Arad csapatához, de már nem volt a régi. 1991-ben visszavonult a profi labdarúgástól.

## Visszavonulása után
Visszavonulása után a román határőrségnél szolgált, őrnagyi rendfokozatig jutott, valamint szülővárosában futballiskolát nyitott, amely az ő nevét viseli.
A határőrségtől betegség miatt kénytelen volt leszerelni. 2003-ban nyert a vízumlottón, és jogot kapott az Egyesült Államokba való törvényes emigrációhoz, és ugyanazon év őszén telepedett le első feleségével, Ildikóval és lányukkal, Brigittével az arizonai Phoenixben. Egy év után azonban visszatért Romániába.
2004-ben az "Új Generáció Pártja" (románul: Partidul Noua Generație) nevű politikai párt tagja lett, a párt alelnöke, valamint a párt Arad megyei szervezetének az elnöke volt.
2008. március 25-én Traian Băsescu román elnök a Ordinul Meritul Sportiv érdeméremmel tüntette ki, amit a kiemelkedő sportsikereket elérő román vagy Romániában játszó sportolók kaphatnak meg. 2010. augusztus 11-én őt nevezték ki a Steaua elnökének, mely pozíciót 2020. június 14-éig töltötte be.

## Magánélete
Apai ágon bánsági sváb, anyai ágon magyar származású. Első feleségétől, Ildikótól 2006-ban elvált 27 év házasság után. A házasságból két gyermeke született: Robert és Brigitte.
2007-ben újra megnősült, feleségül vette a nála 20 évvel fiatalabb Alexandrát. Ebből a házasságból egy Julianne nevű lánya született 2008-ban.

## Sikerei, díjai
Steaua București
- Román bajnokság
  - bajnok: 1984–85, 1985–86
  - ezüstérmes: 1983–84
- Román kupa
  - győztes: 1984–85
  - döntős: 1983–84, 1985–86
- Bajnokcsapatok Európa-kupája (BEK)
  - győztes: 1985–86

## Statisztika

### Mérkőzései a román válogatottban
| Románia | Románia             | Románia                                 | Románia | Románia  | Románia  | Románia    | Románia | Románia |
| #       | Dátum               | Helyszín                                | Hazai   | Eredmény | Vendég   | Kiírás     | Gólok   | Esemény |
| ------- | ------------------- | --------------------------------------- | ------- | -------- | -------- | ---------- | ------- | ------- |
| 1.      | 1982. szeptember 1. | Bukarest, Augusztus 23. Stadion         | Románia | 1 – 0    | Dánia    | barátságos | -       |         |
| 2.      | 1982. november 17.  | Karl-Marx-Stadt, Ernst Thälmann Stadion | NDK     | 4 – 1    | Románia  | barátságos | -       | 87'     |
|         | Összesen            |                                         |         | 2        | mérkőzés |            | 0       | gól     |